# Robert Young (friidrottare)
Robert Young, född 15 januari 1916 i Bakersfield i Kalifornien, död 3 februari 2011 i Bakersfield, var en amerikansk  friidrottare.
Young blev olympisk silvermedaljör på 4 x 400 meter vid sommarspelen 1936 i Berlin.